# Tobias Moretti
Tobias Bloéb Moretti (Gries am Brenner, Austrija, 11. srpnja 1959.) austrijski filmski i kazališni glumac, glazbenik i poljodjelac. 

## Rana mladost i početak karijere
Za rad u kazalištu i filmski glumac uzeo je prezime svoje majke talijansko prezime Moretti. Od djetinjstva, Tobias je postalo očigledno glazbenog talenta, tako da je sada aktivno uključen u glazbi. Studirao je na Sveučilištu u Beču u odjelu za skladatelja. On je također dobio diplomu u "skladatelja" u Beču Conservatory of Music. Tobias je uspješno završio srednju školu glume Otta Falkenberga, koji je bila u Münchenu. Nakon treninga Moretti je angažiran kao glumac u kazalištu u Bavarskoj. Godine 1986., postao je umjetnik "Kammerspiel" popularnog teatra u Münchenu. Moretti je radio i u Italiji. Vrlo je zapažen njegov rad sa svjetskim poznatim redateljem Giorgioom Strellerom. Tobias Moretti, čija je biografija bogata je raznim događajima i dalje je dao prednost na glumačkoj karijeri. Filmski debi Tobias Moretti održan u TV filmu 1986. godine, "Wilhelm Busch". Dvije godine kasnije, on je glumio u filmu "Kletva", nakon čega je dobio ponudu da radi u mini-seriji «Die Piefke-Saga» (1990). Iste godine je sudjelovao u filmu «Der Rausschmeißer»

## Uloga u krimi seriji "Inspektor Rex"
Prvi serija koju radi Tobias je pozitivno prihvaćen od strane publike i kritičara, pa je ponudio vodeću ulogu u krimi seriji "Inspektor Rex" (1994-2004 g), s kojom je ovaj austrijski glumac poznat u cijelom svijetu. "Inspektor Rex je serija koja je Tobiasa Morettija vinula u TV zvijezdu svjetskih razmjera. 
Uloga policijskog inspektora Richarda Mosera omogućila mu je da otkrije sve aspekte njegovog glumačkog talenta. 
Nakon ovog posla, Tobias je raspao masu prijedloga za pucnjave na televiziji i filmovima. Nakon četiri godine konstantnog rada na ovoj seriji, Tobias je odlučio da se okuša na nečemu drugom i rekao producentu o njihovoj odluci(da hoće izaći iz serije). Publika je bila jako uznemirena i razočarana kada je neočekivano uloga Morettija "ubijena". Svi sljedeći nasljednici su probali zamijenjeni njegov glavni lik, ali nisu mogli osvojiti toliku popularnost.

## Daljnji razvoj karijere Tobiasa Morettija
Glumac Tobias Moretti, pored što je snimao seriju Inspektor Rexa, koji se prvi put pojavio na televiziji 1994. godine, glumio je u televizijskom filmu "Naš djed je najbolji" (1995) i filmu Workaholic (1996). Od 1997. do 2005. glumac je svoj život posvetio snimanju u TV emisijama i televizijskim filmovima. Dakle, glumio je u telenovelama „Mia, Liebe meine Lebens“ (1998) i „Speer i Hitler“ (2005). 
Također, Tobiasova djela nisu prošla nezapaženo: Die Bernauerin, Noć noći, Vječna pjesma (1997); "Smrtonosni neprijatelji", "Clarissa", "Krambambuli", "Vječna pjesma", "Moj djed i 13 stolica" (1998); „Nećakinja i smrt“, „Rhinestone“, „Sjene“, „Osoba iz alfa grupe“, „Srce ostaje mlado“, „Vaše najbolje godine“ (1999); i, Kad muškarci vjeruju ženama, Joseph iz Nazareta (2000); "Ples s vragom" (2001). Televizijski filmovi poput Juliusa Cezara, Šetnja gradom, Andreas Hofe Tetovaža: Oznake smrti, 1809. (2002) vrlo su uspješni na malom ekranu; "Djeca Švaba" (2003); „Käthchens Traum“, „Namereck“, „Povratak majstora plesa“ (2004). U razdoblju od 2006. do 2008. glumac je glumio u 12 uloga. Većina ih je bila vodeća, iako je u epizodama bio vrlo uočljiv. 
Dakle, 2006. god Tobias Moretti bio je zapažen u filmovima poput Heretica, Ubijanje recepta, Slava i zalazak kralja Ottokara, Der Liebeswunsch. 
Sjetio se 2007. godine fanovi glumca s ulogama u filmovima: "Glavni svjedok", "Pripadate meni", "Blagajne kapetana Kremena", "Ljetno ludilo", "Plus 42". Iste godine glumio je u uspješnoj seriji „Kolekcija Fred Vargas“. Godine 2008. glumio je u "Dolini sjene smrti" i "Vitez i pol i pol". Tobias 2009. djeluje: filmovi "Ja, Don Juan", "Crno cvijeće" i televizijski film "Anna i princ" Danas je ovaj glumac jednako potražen kao i prije desetljeća 

## Filmovi
Tobias Moretti, čija filmografija obuhvaća gotovo 70 televizijskih i filmskih djela, još uvijek aktivno snima. 2010. godine sudjelovao je u snimanju dviju slika: "Židovska Suess" i "Amigo - Bei Ankunft Tod". Tobias Moretti je 2011. godine glumio u tako popularnim televizijskim filmovima kao što su Violet i Bauernopfer. U 2012. godini odmah su objavljena dva filma "Ljeto u velikom gradu", "Vikend" i tri televizijska filma: "Žena nestaje", "Mobbing", "Die Geisterfahrer". Tobias je 2013. je oduševio svoje obožavatelje svojim radom na TV seriji Die Entführung aus dem Serail. U 2014. odjednom je objavljeno pet filmova s njegovim sudjelovanjem: "Mračna dolina", "Med u glavi", "Yoko", "Hirngespinster", "Alles Fleisch je Gras", "Im Schaten des Spiegels". U 2015. godini planiran je rad na filmu "Das ewige Lebne".

## Privatni život
Tobias Moretti je vrlo svestran čovjek. Dakle, on je maestralno svira orgulje, gitaru, klavir, klarinet i udaraljke. U slobodno vrijeme sklada glazbu. Među njegovim hobijima postoje i ekstremni kao penjanje, sanjkanje i skijaško trčanje, automobilske trke i kanu. Tobias ima reputaciju strastveni motociklist.
Usprkos glumačkom i glazbenom talentu Moretti je uvijek teži za samopoboljšanje. Dakle, 1997. dobio je diplomu poljoprivrednika. 
Kao direktor Moretti debitirao u proizvodnji fazi Mozartove opere "Don Juan" u Zürichu i Bregenzu. Tobias je nesumnjivo ima kulinarske vještine. 
U svojoj domovini je vrlo popularna svojim jedinstvenim recepti za razna jela. vlastite farme Live glumca u Innsbrucku. Tobias Moretti ima reputaciju vrlo vjernog čovjeka. Dakle, sa svojim partnerom, Julia, on je bio u braku 17 godina. Bračni par ima dvije kćeri: Antonia (1998) i Rose (2011) i njegov sin Lenz (2000).